# Barzago
Barzago is een gemeente in de Italiaanse provincie Lecco (regio Lombardije) en telt 2538 inwoners (31-12-2004). De oppervlakte bedraagt 3,6 km², de bevolkingsdichtheid is 682,73 inwoners per km².
De volgende frazioni maken deel uit van de gemeente: Verdegò, Bevera.

## Demografie
Barzago telt ongeveer 952 huishoudens. Het aantal inwoners steeg in de periode 1991-2001 met 9,4% volgens cijfers uit de tienjaarlijkse volkstellingen van ISTAT.
| Jaar | Inwoneraantal |
| ---- | ------------- |
| 1991 | 2241          |
| 2001 | 2451          |

## Geografie
De gemeente ligt op ongeveer 358 m boven zeeniveau.
Barzago grenst aan de volgende gemeenten: Barzanò, Bulciago, Castello di Brianza, Cremella, Dolzago, Garbagnate Monastero, Sirone, Sirtori.